# Alfred z Hildesheimu

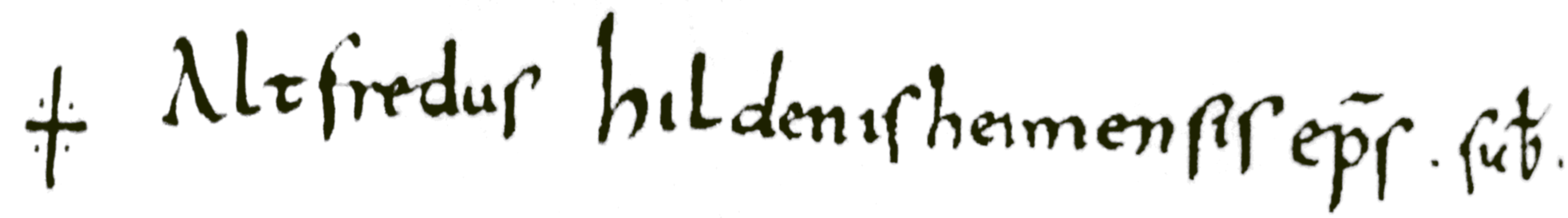
Altfredus Hildenisheimensis eps (zkratka titulu "episcopus")

Svatý Alfred z Hildesheimu (kolem 798 – 15. srpna 874), latinsky Altfredus nebo Altfridus, německy a anglicky Altfrid, byl významnou německou osobností římskokatolické církve a politiky na začátku 2. poloviny 9. století, kdy byl biskupem v Hildesheimu (historické město v nynějším Dolním Sasku). Byl také diplomatem ve službách východofranského krále Ludvíka Němce. Jeho lokální kult byl v Essenu doložen od pozdního středověku, rozšířen koncem 19. století a potvrzen v roce 1965. Zobrazován bývá jako biskup držící model kostela.

## Život
Podrobný Altfridův životopis není známý; narodil se snad kolem roku 798, pokřtěn byl v Kolíně nad Rýnem a pravděpodobně patřil k saské šlechtě. Vychován byl u benediktinů a od roku 829 vedl klášterní školu v Corvey u Mindenu ve Vestfálsku.
Na základě padělané zakládací listiny byl Altfrid dříve považován za jediného zakladatele ženského kláštera v Essenu. Novým průzkumem bylo přehodnoceno, že šlo o kolektivní založení, jehož se účastnily abatyše Gerswid I. a abatyše Gerswid II. K založení došlo kolem roku 845. Ženský klášter, který se od 10. století do 15. století stal jedním z nejdůležitějších ženských klášterů v Německu a kolem něj vzniklo město Essen. Mezi lety 845–870 tu dal vybudovat katedrálu, v jejíž kryptě je pohřben. 
V roce 851 byl Altfrid zvolen čtvrtým biskupem hildesheimské diecéze v Dolním Sasku. V roce 852 položil v Hildesheimu základní kámen nové trojlodní baziliky. Katedrála Nanebevzetí Panny Marie byla dokončena v roce 872.
Byl důvěrníkem, poradcem a vyslancem krále Ludvíka Němce. Měl významný podíl např. v roce 870 na uzavření smlouvy v Meersenu, kterou si po smrti Lothara II. Ludvík s bratrem Karlem Holým rozdělili území východní Lotharingie.

## Hrob
Místo Altfridovy smrti není přesně známo, jako datum úmrtí byl zaznamenán 15. srpen 874. Byl pohřben podle svého přání v kostele (münsteru) v Essenu a u tohoto hrobu byl pak uctíván. Po požáru kostela ve 13. století byl jeho hrob přenesen do východní krypty katedrály a zhotoven kamenný gotický sarkofág. Dalším požárem byl hrob poškozen v roce 1468.  Altfridově přímluvě byly připisovány také účinky údajně léčivého pramene poblíž kostela. Nebyl ale kanonizovaným svatým, a když bylo opatství v roce 1803 sekularizováno, jeho kult slábl. S obnovenou katolickou religiozitou v Dolním Sasku a Porýní ve 2. polovině 19. století byly obnoveny také essenské kulty sv. Engelberta, Marsa, Quintina a o Altfridův hrob byl opět zájem. Roku 1892 z něj byly vyzvednuty ostatky a pro jejich uctívání zhotovena nová truhlička. V roce 1943 byla katedrála vybombardována, krypta zčásti zasypána, ale sarkofág zůstal zachován a poklad byl před nálety ukryt v bezpečí. Relikviářová truhlička byla opět otevřena roku 1974 a ostatky přemístěny do nového domečkového relikviáře, obojí je vystaveno v dómské pokladnici.
Po založení essenského biskupství v roce 1958 požádal tamní první biskup o oficiální potvrzení Altfridova svátku jako církevního, což se v roce 1965 stalo.

## Galerie

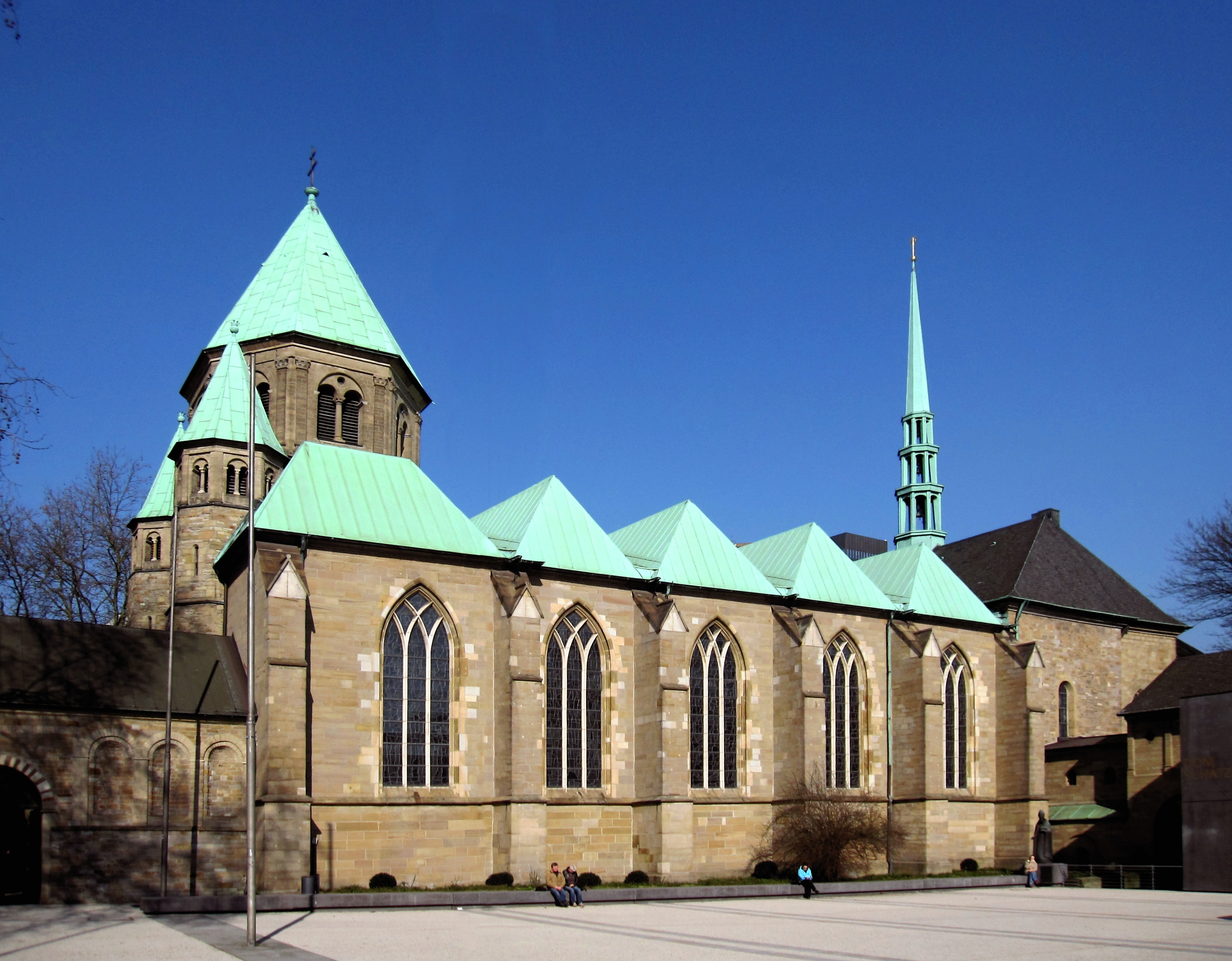
Katedrála v Essenu
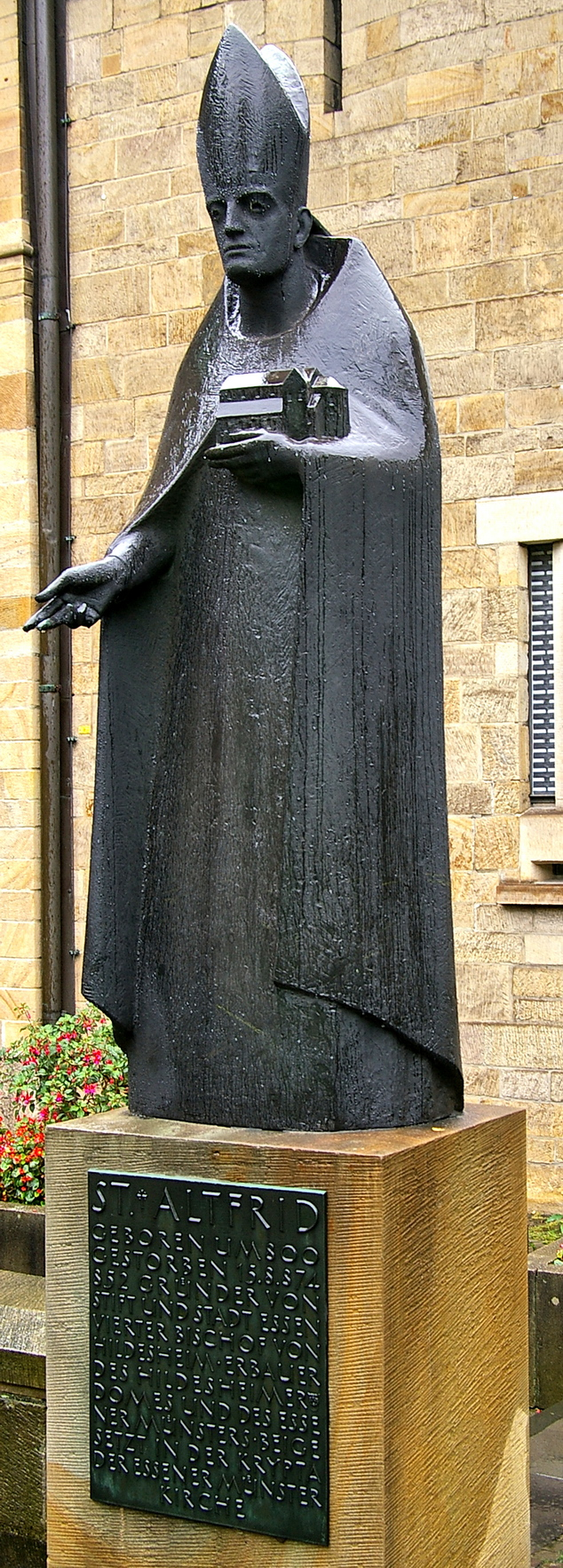
Socha svatého Alfreda před katedrálou v Essenu
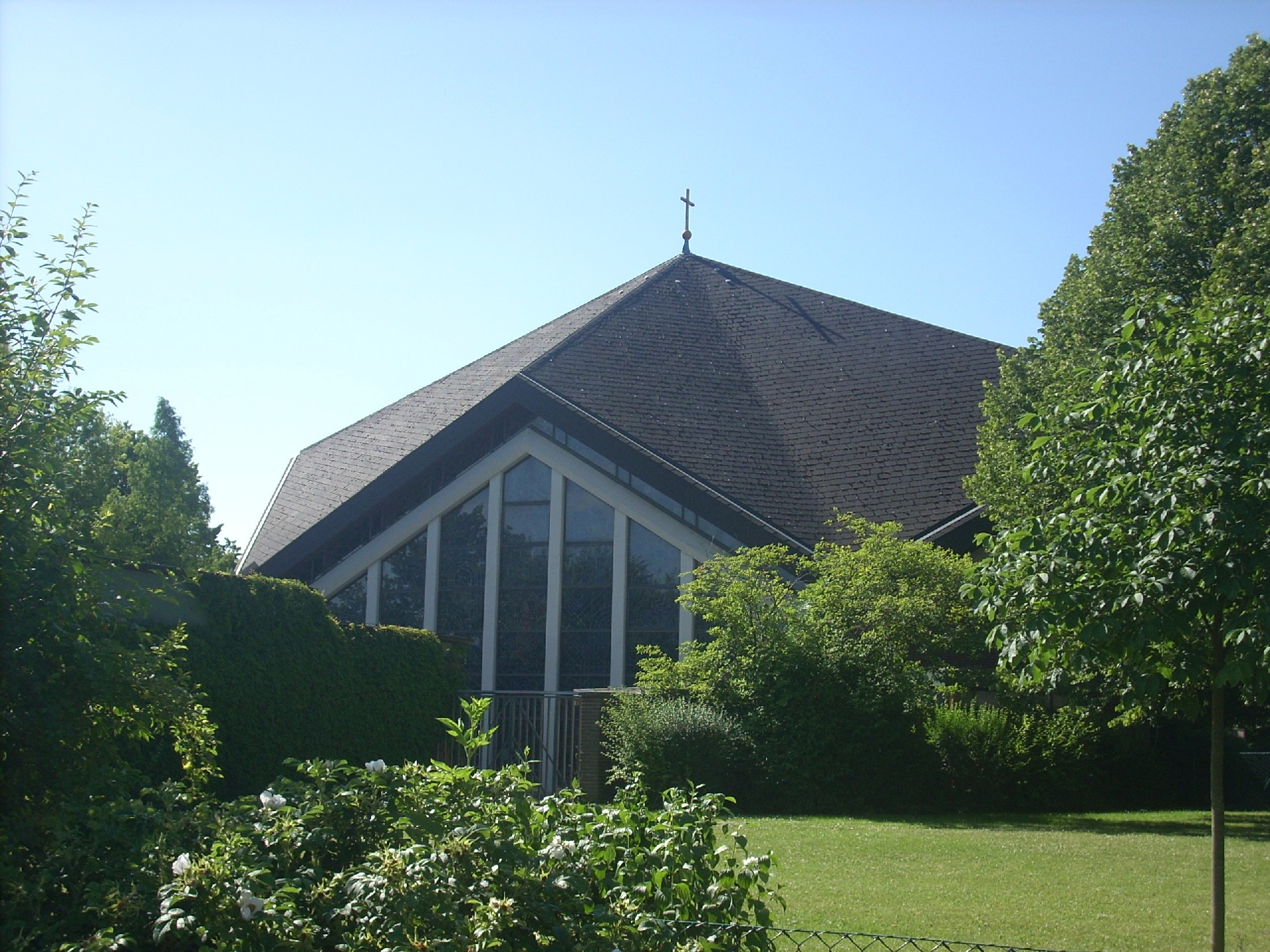
Kostel svatého Alfreda v Hildesheimu